# Stade Leunen
Le stade Leunen (en néerlandais : Leunenstadion) est un stade de football situé à Geel, à l’Est de la Campine, dans la Province d'Anvers en Belgique.
L’enceinte héberge les rencontres à domicile du Verbroedering Geel-Meerhout (matricule 2169) qui accède pour la première fois à la Division 2 en 2013.
Jusqu’en 2008, le stade est celui du K. FC Verbroedering Geel qui a évolué pendant une saison en Division 1.

## Sources et liens externes
- (nl) Cet article est partiellement ou en totalité issu de l’article de Wikipédia en néerlandais intitulé « Leunenstadion » (voir la liste des auteurs).